# Shorttrack-Weltmeisterschaften 2025
Die Shorttrack-Weltmeisterschaften 2025 wurden vom 14. bis zum 16. März 2025 im Hauptstadt-Hallenstadion in Peking ausgetragen. In neun Wettbewerben wurden Weltmeistertitel vergeben. Ausrichter war die Internationale Eislaufunion (ISU).
Erfolgreichster Teilnehmer war der Kanadier Steven Dubois, der insgesamt vier Goldmedaillen gewann. Bei den Frauen war Courtney Lee Sarault, ebenfalls aus Kanada am erfolgreichsten.

## Teilnehmende Nationen
Insgesamt nahmen 164 Athleten aus 36 Ländern an den Europameisterschaften teil, darunter 93 Männer und 71 Frauen.
| Teilnehmende Nationen (Frauen/Männer)                                                                      | Teilnehmende Nationen (Frauen/Männer)                                                       | Teilnehmende Nationen (Frauen/Männer)                                                      | Teilnehmende Nationen (Frauen/Männer)                                                        | Teilnehmende Nationen (Frauen/Männer)                                                    | Teilnehmende Nationen (Frauen/Männer)                                                              |
| --- | ------------------------------------------------------------------------------------------- | ------------------------------------------------------------------------------------------ | -------------------------------------------------------------------------------------------- | ---------------------------------------------------------------------------------------- | -------------------------------------------------------------------------------------------------- |
| Australien (1/2) Belgien (2/5) Bosnien und Herzegowina (0/1) Bulgarien (0/1) China (5/5) Deutschland (2/2) | Frankreich (2/2) Großbritannien (1/5) Hongkong (1/1) Irland (0/1) Italien (5/5) Japan (5/5) | Kanada (5/5) Kasachstan (5/5) Kroatien (1/1) Lettland (0/2) Luxemburg (0/1) Mongolei (1/1) | Neuseeland (1/1) Niederlande (5/5) Norwegen (1/2) Österreich (0/2) Polen (5/5) Serbien (0/1) | Singapur (1/1) Slowakei (1/1) Slowenien (0/1) Südkorea (5/5) Taiwan (1/1) Thailand (1/1) | Tschechien (1/2) Türkei (0/4) Ukraine (5/3) Ungarn (5/2) Usbekistan (0/1) Vereinigte Staaten (3/5) |

## Ergebnisse

### Frauen
| Disziplin          | Gold                                                               | Gold         | Silber                                                                    | Silber       | Bronze                                                                        | Bronze       |
| Disziplin          | Athletin                                                           | Leistung     | Athletin                                                                  | Leistung     | Athletin                                                                      | Leistung     |
| ------------------ | ------------------------------------------------------------------ | ------------ | ------------------------------------------------------------------------- | ------------ | ----------------------------------------------------------------------------- | ------------ |
| 500 Meter          | Xandra Velzeboer                                                   | 0:42,132 min | Rikki Doak                                                                | 0:42,286 min | Natalia Maliszewska                                                           | 0:42,561 min |
| 1000 Meter         | Hanne Desmet                                                       | 1:28,641 min | Courtney Lee Sarault                                                      | 1:28,929 min | Xandra Velzeboer                                                              | 1:28,991 min |
| 1500 Meter         | Choi Min-jeong                                                     | 2:27,136 min | Courtney Lee Sarault                                                      | 2:27,194 min | Kim Gil-li                                                                    | 2:27,257 min |
| 3000 Meter Staffel | KanadaKim Boutin Florence Brunelle Rikki Doak Courtney Lee Sarault | 4:09,254 min | PolenNatalia Maliszewska Nikola Mazur Kamila Stormowska Gabriela Topolska | 4:09,321 min | NiederlandeZoë Deltrap Diede van Oorschot Michelle Velzeboer Xandra Velzeboer | 4:09,392 min |

### Männer
| Disziplin          | Gold                                                                                  | Gold         | Silber                                                             | Silber       | Bronze                                                              | Bronze       |
| Disziplin          | Athlet                                                                                | Leistung     | Athlet                                                             | Leistung     | Athlet                                                              | Leistung     |
| ------------------ | ------------------------------------------------------------------------------------- | ------------ | ------------------------------------------------------------------ | ------------ | ------------------------------------------------------------------- | ------------ |
| 500 Meter          | Steven Dubois                                                                         | 0:40,008 min | Denis Nikischa                                                     | 0:40,096 min | Jens van ’t Wout                                                    | 0:40,163 min |
| 1000 Meter         | Steven Dubois                                                                         | 1:23,348 min | William Dandjinou                                                  | 1:23,352 min | Pietro Sighel                                                       | 1:23,417 min |
| 1500 Meter         | William Dandjinou                                                                     | 2:15,064 min | Stijn Desmet                                                       | 2:15,176 min | Shaoang Liu                                                         | 2:15,871 min |
| 5000 Meter Staffel | KanadaWilliam Dandjinou Steven Dubois Maxime Laoun Félix Roussel Jordan Pierre-Gilles | 6:41,271 min | ChinaLi Wenlong Liu Guanyi Shaoang Liu Sun Long Shaolin Sándor Liu | 6:41,840 min | SüdkoreaJang Sung-woo Kim Gun-woo Lee Jung-su Park Ji-won Seo Yi-ra | 6:41,891 min |

### Mixed
| Disziplin          | Gold                                                                                         | Gold         | Silber                                                                                                | Silber       | Bronze                                                                                     | Bronze       |
| Disziplin          | Athleten                                                                                     | Leistung     | Athleten                                                                                              | Leistung     | Athleten                                                                                   | Leistung     |
| ------------------ | -------------------------------------------------------------------------------------------- | ------------ | --- | ------------ | ------------------------------------------------------------------------------------------ | ------------ |
| 2000 Meter Staffel | KanadaKim Boutin Florence Brunelle William Dandjinou Steven Dubois Danaé Blais Félix Roussel | 2:36,232 min | ItalienChiara Betti Gloria Ioriatti Thomas Nadalini Pietro Sighel Elisa Confortola Luca Spechenhauser | 2:36,619 min | PolenNatalia Maliszewska Michal Niewinski Diané Sellier Kamila Stormowska Łukasz Kuczyński | 2:41,860 min |

## Medaillenspiegel
| Platz  | Land        | Gold | Silber | Bronze | Gesamt |
| ------ | ----------- | ---- | ------ | ------ | ------ |
| 1      | Kanada      | 6    | 4      | –      | 10     |
| 2      | Belgien     | 1    | 1      | –      | 2      |
| 3      | Niederlande | 1    | –      | 3      | 4      |
| 4      | Südkorea    | 1    | –      | 2      | 3      |
| 5      | Polen       | –    | 1      | 2      | 3      |
| 6      | China       | –    | 1      | 1      | 2      |
| 6      | Italien     | –    | 1      | 1      | 2      |
| 8      | Kasachstan  | –    | 1      | –      | 1      |
| Gesamt | Gesamt      | 9    | 9      | 9      | 27     |